# Stefano Maria Legnani

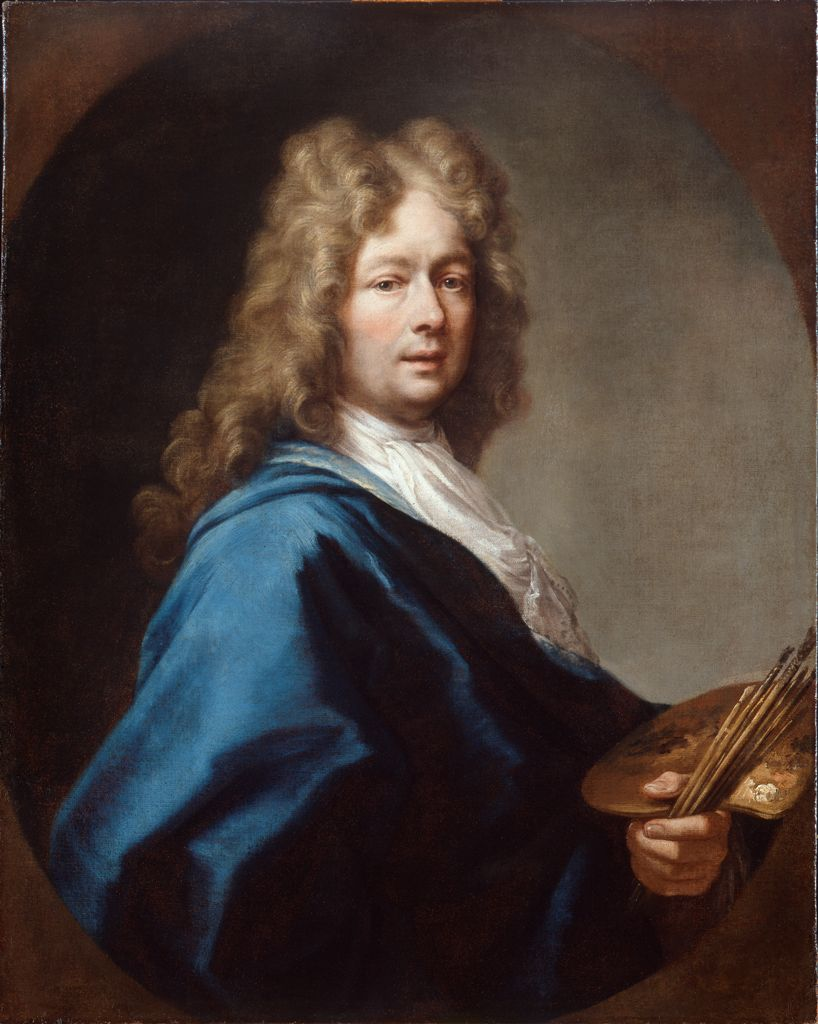
Autoritratto. Pinacoteca di Brera

Stefano Maria Legnani, anche noto come il Legnanino (Milano, 1661 – Milano, 1713), è stato un pittore italiano.

## Biografia
Nacque a Milano il 6 aprile 1661, primogenito di Giovanni Ambrogio, pittore affermato e benestante. I biografi settecenteschi segnalano un suo primo apprendistato a Bologna, presso Carlo Cignani, della scuola emiliana; fu per il Legnanino un periodo di vivace eclettismo pittorico. Fondamentale - in particolare secondo la lettura di Paolo Coen - fu il suo soggiorno a Roma, nel 1686, dove studiò sotto Carlo Maratti e realizzò la sua prima pala d'altare, nella chiesa di San Francesco a Ripa. La sua formazione romana fu altresì influenzata dallo stile barocchetto di Giovan Battista Gaulli (detto il Baciccio).
nel 1687 ottenne il prestigioso incarico di affrescare l'arco trionfale della chiesa di S. Angelo dei Frati minori con l'Incoronazione della Vergine, che gli diede fama anche a Milano. 
Legnani fu in seguito influenzato dalla scuola barocca genovese di Domenico Piola e Gregorio de Ferrari. A partire dal 1694 ottenne una serie di prestigiose commissioni nella capitale dello stato sabaudo, dove lasciò alcuni dei suoi maggiori capolavori, realizzati in collaborazione con il fratello Tommaso e i quadraturisti Giovanni Battista e Gerolamo Grandi: la decorazione della volta della Cappella dei Mercanti di Torino, gli affreschi di palazzo Provana di Druent e soprattutto dal 1695 al 1703 la decorazione di numerosi ambienti di Palazzo Carignano per Emanuele Filiberto di Savoia-Carignano. Il vasto intervento del Legnanino comprendeva il primo piano nobile, di cui sono sopravvissute solo le volte della camera da parata con Il Principe presentato da Minerva a Giunone, della camera nuziale con Il Trionfo di Diana e della camera da letto con L’Olimpo, e il pianterreno. Qui il pittore dipinge a tema mitologico le volte dell'appartamento di Mezzanotte, mentre nell'appartamento di Mezzogiorno affresca le volte delle stanze dorate, definite così per la decorazione delle pareti ad intaglio ligneo dorato e specchi. Nelle prime due sale a piano terra, verso il cortile, il tema di Scipione l’africano permette di celebrare il Principe nelle sue virtù militari ed etiche. Nella sala di parata, o "delle battaglie" per via dei dipinti alle pareti raffiguranti le battaglie condotte dal capostipite della famiglia, Tomaso di Savoia Carignano, la volta raffigura Giunone e Mercurio, mentre nella sala successiva, detta "delle Stagioni", la volta rappresenta l'Apoteosi di Ercole, allegoria del principe residente e della sua casata.
Il suo stile barocchetto si affinò sul finire del XVII secolo con una pittura dalle tonalità chiare e sfumate e dai colori brillanti, nettamente più luminosi rispetto alle cromie scure dei pittori contemporanei.
Morì a Milano il 4 maggio 1713 a cinquantadue anni presumibilmente all'improvviso, senza lasciare testamento.
Il Liceo Classico "Stefano Maria Legnani" di Saronno porta il suo nome.

## Opere

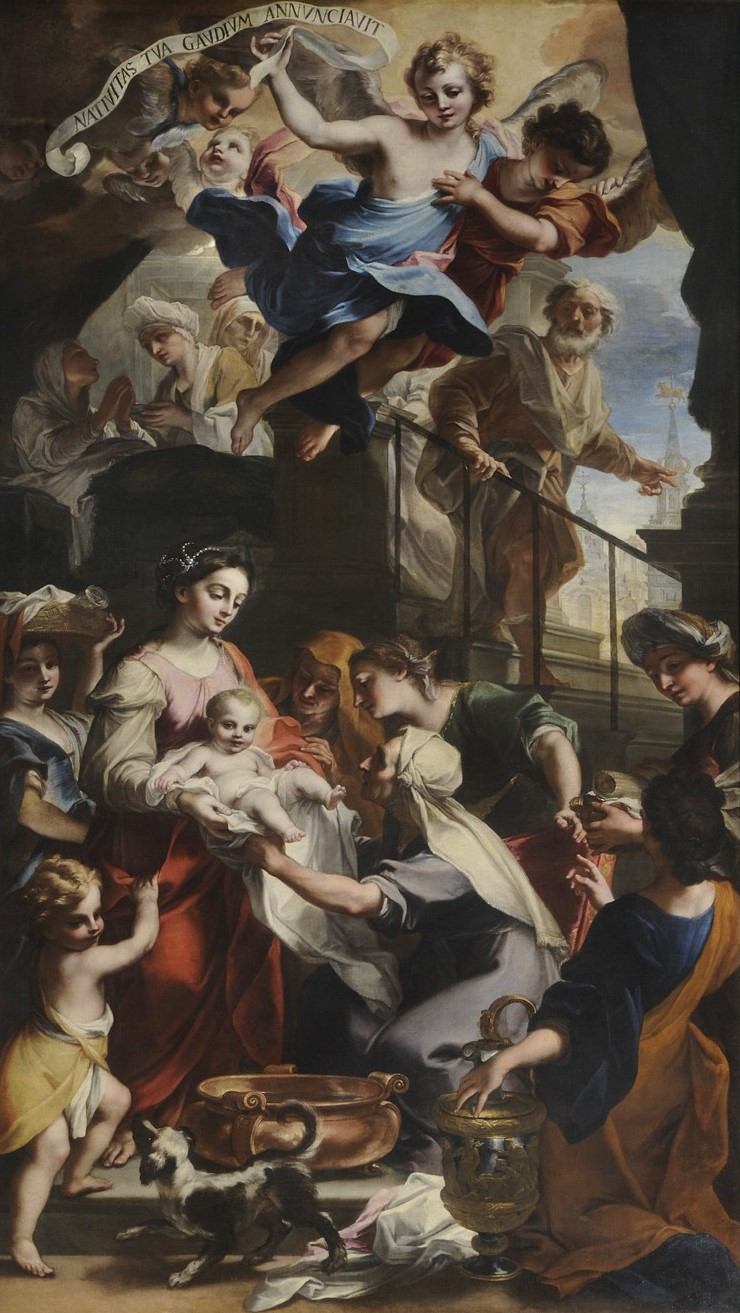
Natività con, sullo sfondo, la torre civica e la chiesa di San Lorenzo. Musei di Torino.

Segue un prospetto non esaustivo delle opere di Stefano Maria Legnani.
- Sacra Famiglia, chiesa di S. Francesco a Ripa, Roma, 1686
- Ecce Homo all'esterno della nona cappella del Sacro Monte di Varese
- affreschi per la Basilica di San Gaudenzio, Novara
- affreschi del Sacro Monte di Orta, Cappella XVI
- Madonna del Rosario con san Domenico e santa Rosa, olio su tela, 1700-1705 circa, pinacoteca civica di Caravaggio.
- Incoronazione di Maria, e scene dalla vita di san Giacomo, Chiesa di Sant'Angelo, Milano.
- Il Presepe con San Gerolamo, tela, Chiesa di San Marco, Milano.
- S. Caterina d'Alessandria, olio su tela, Museo diocesano, Milano.
- Apoteosi di Ercole nell’Olimpo, affreschi di palazzo Provana di Druent, attuale Palazzo Barolo, Torino, 1694 .
- Vari affreschi a Palazzo Carignano, Torino.
- decorazione della volta, Cappella dei Mercanti di Torino
- San Michele nella cappella dei Graneri in San Francesco da Paola
- Estasi di san Filippo, Cappella di san Filippo Neri nella chiesa di San Filippo Neri di Chieri (TO)
- Nascita della Vergine, Torino, San Massimo
- Affreschi del presbiterio, Chiesa di San Filippo Neri (Genova)
- Le Nozze di Cana, tela, Chiesa di San Rocco, Miasino in provincia di Novara.
- L'Immacolata, tela, Cappella della Villa Reale, Monza.
- Il fulmine uccide gli Ebrei profanatori dell'ostia, Museo della Certosa di Pavia[6].
- L'Immacolata, tela, Museo del territorio vimercatese, Vimercate.
- L'Incoronazione di Ester, affresco; abside del Tempio della Beata Vergine Incoronata, Lodi.
- Madonna con Bambino con Sant'Antonio da Padova, Cassano d'Adda (MI)
- Gloria dell'Agnello Mistico e Gloria di San Giovanni Battista, 1690/1693, affreschi nella volta della navata centrale del Duomo di Monza.
- San Michele Arcangelo (attr.), dalla Cappella del Castello di Bruzolo, Valle di Susa, Torino.
- quattro affreschi che ornano i pennacchi della cappella del Carmine, Chiesa di Santa Maria del Carmine (Milano)